# コスモクラフト
『コスモクラフト』は、1993年12月にSANKYOが発売した、宇宙ステーションをイメージした役物がセンターに配置されているパチンコ機のシリーズ名。
『コスモクラフトSP』と『コスモクラフトGP』の2機種がある。

## 概要
貯留型の羽根モノタイプ。役物内部は「コスモマシン」「コスモループ」「コスモリング」の3重構造になっている。
コスモマシンが通常時は上の方にあり、周囲に突起があるので、これにぶつかると玉が外側に散らされてしまう。大当たり時は下に降りてくる。コスモループは大当たり中には玉を貯留することが出来る。コスモリングは通常は中央で静止しているが、始動チャッカー入賞時に左右に動く。真ん中に小さな穴があり、ここを抜けるとチャンスであった。
『コスモクラフトGP』は『SP』に比べて賞球数も多く、最大9個まで貯留することが可能である。役物最下段のコスモリングがVゾーンの真上に来た時がチャンスなのはSP同様で、大当たり中はその状態で固定されるため継続率は良好だった。
最大貯留数と賞球数、貯留解除のタイミングは『SP』と『GP』で異なるが、基本の役物のギミックなどは同様である。
貯留個数の多い『GP』は継続率が高く出玉が多いのに対し、『SP』は継続率が低く、出玉が抑えられている。
賞球設定が抑えられた台は一般的に「遊べる機種」と言われる。この理由は、大当たり時の出玉が少ないことによってV入賞率が高めに設定でき、結果的にハマリの少ないゲーム性になるためである。実際、『コスモクラフトSP』のV入賞率は高めで、それほどハマることはない。SPに関しては始動チャッカー入賞時の払い戻しが10個ということで、通常時の玉持ちも良い。
チャッカー入賞時に、ゲームの要となるコスモリングが左右に移動する点は、『マジックカーペット』や『フライングカーペット』の流れを受け継ぎ、人気機種の後継マシンとする見方もあった。

## スペック
- コスモクラフトSP
  - 賞球数 ALL10
  - 大当たり最高継続 15R
  - 最大貯留 5個（6カウント）
- コスモクラフトGP
  - 賞球数 7&13
  - 大当たり最高継続 15R
  - 最大貯留 9個（10カウント）

## 演出
通常時の羽根開閉時間は、1チャッカーに入賞すると0.4秒、2チャッカーの場合は0.5秒×2回である。
『コスモクラフトSP』は大当たり中にコスモマシンが下降して最大5個の玉を貯留し、6カウントか羽根開閉18回後に解除する。GPは最大9個の玉を貯留し、10カウントか羽根開閉18回後に解除する。
最大5個まで貯留することが可能な機種として、同社から1990年に発売された『汽車ぽっぽⅡ』（1990年8月）がある。
羽根開閉18回後に貯留解除する機種として、同社から1992年に発売された『カバまるⅠ』（1992年9月）がある。
コスモマシンは常時左回転している。羽根に拾われた玉はコスモマシンにぶつかり、下段ステージに誘導される。
役物内部はコスモマシンのある上段ステージ、コスモリング下の下段ステージ、コスモマシンの突起に弾かれVゾーンのある下段ステージまでの通り道となるサイドステージに分かれている。どのステージを経由してもV入賞は可能であった。

- ストレートタイプ
  - コスモマシンの突起をクリアして、コスモループの内側から下段に落下、さらに、タイミングよくコスモリングをくぐり抜ければ、Vゾーンはもうすぐだ。このパターンで大当たりになることが一番多い。

- ジャンプタイプ
  - コスモリングとはタイミングが合わず、リングに弾かれることによって役物内側の壁に反射、そこからVゾーンに飛び込むパターンも意外に多い。リングが左右一杯まで寄っているタイミングで玉が落下すると、この入賞パターンになりやすい。

- ラッキータイプ
  - 突起に弾かれてサイドステージへと落下し、うまく壁に反射して玉がVに飛び込むこともある。珍しいパターンではあるが、クセの良い台では、これで大当たりになるケースも多い。

—『パチンコ必勝ガイド 1994年6･6月号』p124

## サウンドトラック
- 『パチンコ・ミュージック・フロム SANKYO FEVER WARS』 キングレコード、1998年8月21日。KICA-1217。
  - BGMが収録されている。